# Euthalia obsoleta
Euthalia obsoleta är en fjärilsart som beskrevs av Hans Fruhstorfer 1896. Euthalia obsoleta ingår i släktet Euthalia och familjen praktfjärilar. Inga underarter finns listade i Catalogue of Life.